# Atlanta Hawks 2005-2006
La stagione 2005-06 degli Atlanta Hawks fu la 57ª nella NBA per la franchigia.
Gli Atlanta Hawks arrivarono quarti nella Southeast Division della Eastern Conference con un record di 26-56, non qualificandosi per i play-off.

## Roster
| N° | Naz.                   | Ruolo | Sportivo         | Anno | Alt. | Peso |
| -- | ---------------------- | ----- | ---------------- | ---- | ---- | ---- |
| 00 | Stati Uniti (bandiera) | G     | Tony Delk        | 1974 | 185  | 86   |
| 1  | Stati Uniti (bandiera) | GA    | Josh Childress   | 1983 | 203  | 95   |
| 2  | Stati Uniti (bandiera) | G     | Joe Johnson      | 1981 | 203  | 102  |
| 3  | Stati Uniti (bandiera) | A     | Al Harrington    | 1980 | 206  | 104  |
| 5  | Stati Uniti (bandiera) | A     | Josh Smith       | 1985 | 206  | 102  |
| 10 | Stati Uniti (bandiera) | G     | Tyronn Lue       | 1977 | 183  | 79   |
| 11 | Uruguay (bandiera)     | C     | Esteban Batista  | 1983 | 208  | 122  |
| 12 | Stati Uniti (bandiera) | A     | John Thomas      | 1975 | 206  | 120  |
| 15 | Stati Uniti (bandiera) | GA    | Donta Smith      | 1983 | 201  | 98   |
| 16 | Stati Uniti (bandiera) | G     | Anthony Grundy   | 1979 | 191  | 82   |
| 20 | Stati Uniti (bandiera) | G     | Salim Stoudamire | 1982 | 185  | 81   |
| 24 | Stati Uniti (bandiera) | A     | Marvin Williams  | 1986 | 206  | 104  |
| 27 | Georgia (bandiera)     | C     | Zaza Pachulia    | 1984 | 211  | 109  |
| 36 | Stati Uniti (bandiera) | G     | Royal Ivey       | 1981 | 191  | 91   |
| 54 | Stati Uniti (bandiera) | C     | John Edwards     | 1981 | 213  | 125  |

## Staff tecnico
- Allenatore: Mike Woodson
- Vice-allenatori: Greg Ballard, Bob Bender, Herb Brown, Larry Drew, David Fizdale